# 제레미 데플랑슈
제레미 데플랑슈(프랑스어: Jérémy Desplanches, 1994년 8월 7일 ~ )는 스위스의 수영 선수로 주 종목은 개인혼영이다. 2019년 세계 수영 선수권 대회 남자 개인혼영 200m 준우승을 차지했으며, 2020년 하계 올림픽 남자 개인혼영 200m 동메달을 획득했다.